# Haploops
Haploops is een geslacht van vlokreeften uit de familie van de Ampeliscidae. De wetenschappelijke naam van het geslacht is voor het eerst geldig gepubliceerd in 1856 door Wilhelm Liljeborg. Hij beschreef als eerste soort Haploops tubicola.
Haploops komt voor in diep, koud zeewater in de Noordelijke IJszee, de noordelijke Atlantische Oceaan en de noordelijke Stille Oceaan, met uitzondering van twee soorten (H. descansa en H. oonah) die in gematigder water rond Tasmanië voorkomen, en H. antarctica die in de Bellingshausenzee bij het Antarctisch Schiereiland werd ontdekt.

## Soorten
Dit geslacht telt een twintigtal geldige soorten:
- Haploops abyssorum Chevreux, 1908
- Haploops antarctica Bellan-Santini & Dauvin, 2008
- Haploops antennata Kaïm-Malka, 2012
- Haploops dellavallei Stebbing, 1893
- Haploops descansa J.L. Barnard, 1961
- Haploops fundiensis Wildish & Dickinson, 1982
- Haploops gascogni Dauvin & Bellan-Santini, 1996
- Haploops laevis Hoek, 1882
- Haploops lodo J.L. Barnard, 1961
- Haploops longiseta Kaim-Malka, 2010
- Haploops meloi Valério-Berardo, 2008
- Haploops nirae Kaim-Malka, 1976
- Haploops oonah Lowry & Poore, 1985
- Haploops proxima Chevreux, 1919
- Haploops setosa Boeck, 1871
- Haploops similis Stephensen, 1925
- Haploops tenuis Kanneworff, 1966
- Haploops tubicola Liljeborg, 1856
- Haploops vallifera Stephensen, 1925